# 擬交差

外部磁場による、2つのエネルギー準位の擬交差の例。とは2つの透熱状態、とは2つのハミルトニアンのエネルギー固有状態(断熱状態)。

擬交差（英: avoided crossing、しばしば"intended crossing"と誤記される）は、エルミート行列の固有値が N 個の実数のパラメータに依存するとき、N - 2 次元以上の多様体上でない限り交差することができない現象である。準位反発とも呼ばれる。
例えば二原子分子の場合、結合距離という1つのパラメータにしか依存しないため、同じ対称性を持った状態に対するエネルギー固有値は交差することができない。三原子分子では、1点で交差することができる(円錐型交差)。
これは、量子化学で特に重要である。ボルン-オッペンハイマー近似においては、核の座標を固定して分子の電子ハミルトニアンの対角化を行う。核の座標の関数として得られた固有値は、断熱ポテンシャル曲面となるが、ちょうど擬交差をしている付近で核が運動すると、断熱状態間の遷移が起こりやすい。

## 例
2次対称行列の場合で説明する。行列の自由度は3、すなわち固有値が N = 3 個のパラメータに依存することになる。2つの定数行列を
{\displaystyle A:={\begin{pmatrix}a_{11}&a_{12}\\a_{12}&a_{22}\end{pmatrix}},\quad B:={\begin{pmatrix}b_{11}&b_{12}\\b_{12}&b_{22}\end{pmatrix}}}
とし、N - 2 = 1 個のパラメータ t に依存する行列 A + tB の固有値を考える。
2つある固有値が縮退する必要十分条件は（固有値方程式が2次式となり具体的に計算できて）
{\displaystyle 0=\left\{(b_{11}-b_{22})^{2}+4b_{12}^{2}\right\}t^{2}+2\left\{(a_{11}-a_{22})(b_{11}-b_{22})+4a_{12}b_{12}\right\}t+\left\{(a_{11}-a_{22})^{2}+4a_{12}^{2}\right\}}
であり、これを t についての2次方程式とみなすと、
{\displaystyle (b_{11}-b_{22})^{2}+4b_{12}-2\neq 0,\quad {\text{and}}\quad (b_{11}-b_{22})a_{12}+(a_{22}-a_{11})b_{12}\neq 0\qquad \cdots (*)}
のときは固有値が縮退するような t は存在しない。実際に与えられた系において条件(*)はほとんどの場合成り立つ。
幾何学的イメージとしては、2つの固有値は{\displaystyle \mathbb {R} ^{3}}空間の中で t をパラメータとする1次元多様体、すなわち2本の曲線を描き、これらは大抵ねじれの位置の関係にあるため、固有値が一致することはないと説明される。